# Andrés de Sola
Andrés de Sola (geboren am 30. November 1634 in Tudela; gestorben am 21. April 1696 in Saragossa) war ein spanischer Komponist und Organist aus Navarra.

## Leben und Werk
Andrés de Sola begann sein Studium in Tudela, Navarra, bei seinem Onkel Melchor Ximénez. Er ging später nach Saragossa, wo sein Onkel Jusepe Ximénez an La Seo arbeitete. Er folgte ihm nach, als sein Onkel starb. Sebastián Durón war eine seiner Schüler. Andrés de Sola starb während des Spielens der Messe am Karsamstag. Seine Arbeiten sind in der Stadtbibliothek von Porto (Portugal) und in der  Nationalbibliothek in Madrid aufbewahrt. Der Musikwissenschaftler Lothar Siemens Hernández hat sich in jüngerer Zeit um die Erforschung seines Werkes verdient gemacht.

## Ausgaben
- Lothar Siemens Hernández (Hrsg.): Six Tientos: Andrés de Sola y Sebastián Durón. Éditions musicales de la Schola Cantorum, Paris 1967. (= Orgue et Liturgie, n.º 74).